# محصول وسيط

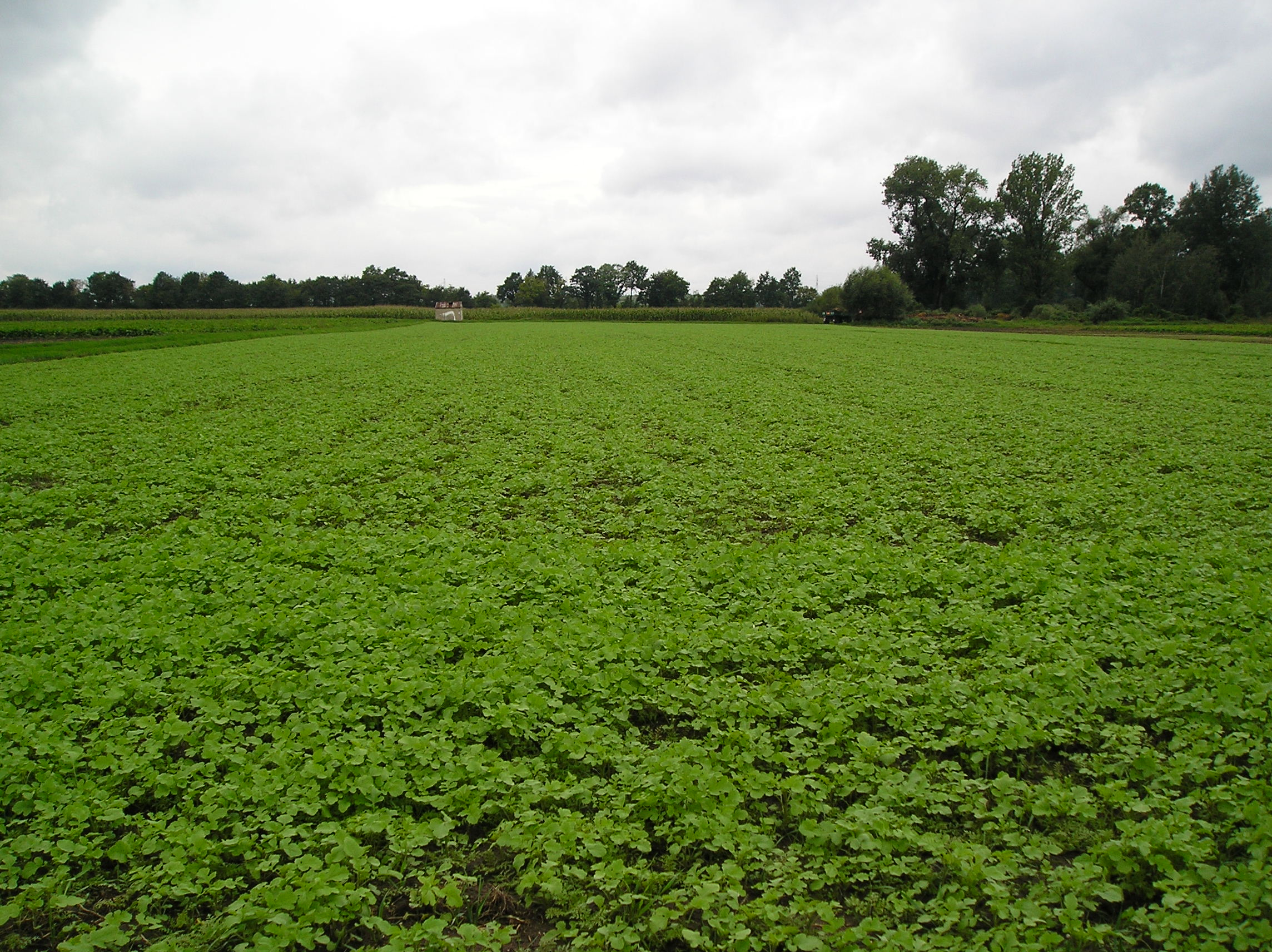
يزرع الخردل الأبيض كمحصول وسيط في بولندا.

في الزراعة، المحصول الوسيط هو المحصول الذي يتم إنتاجه بهدف الاستفادة من المغذيات الزائدة المتبقية في التربة بعد حصاد المحاصيل الاقتصادية. بدلاً من أن تتسرب هذه المغذيات من التربة، يتم أخذها من قبل المحاصيل الوسيطة ثم تعاد إلى التربة عندما تتحلل النباتات. بمعنى آخر، هو المحصول الذي ينمو بين المزروعات المُتتالية للمحصول الرئيسي.
على سبيل المثال، يمكن زراعة الفجل التي ينضج من البذور في 25-30 يومًا بين صفوف معظم الخضروات، ويتم حصادها قبل فترة طويلة من نضج المحصول الرئيسي. أو يمكن زراعة محصول وسيط بين حصاد الربيع وزراعة بعض المحاصيل في الخريف.
إن محاصيل الوسيط هي نوع من الزراعة المتعاقبة. يجعل استخدامها أكثر كفاءة للمساحة المتنامية.
محاصيل الوسيط هي أيضًا محاصيل تزرع لمنع تدفق المعادن بعيدًا عن التربة: تُستخدم محاصيل مثل الحبوب لإبقاء بعض المعادن غير متصلة على اتصال التربة بالطين.    